# Deutsche Botschaft Budapest

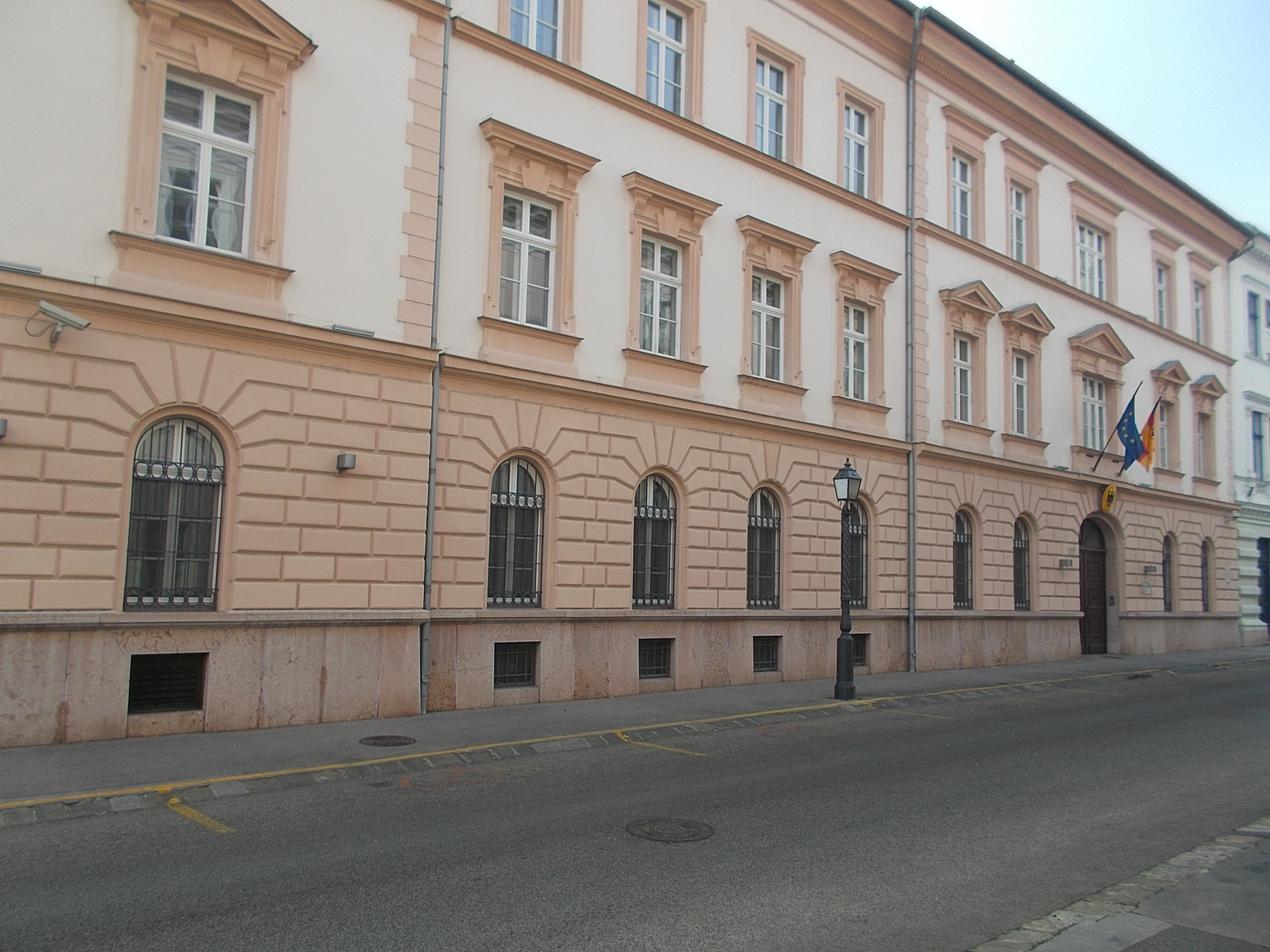
Kanzleigebäude, 2017

Die Deutsche Botschaft Budapest ist die diplomatische Vertretung der Bundesrepublik Deutschland in Ungarn.

## Lage und Gebäude
Das Kanzleigebäude der Botschaft liegt im zentralen Burgviertel der ungarischen Hauptstadt Budapest. Die Straßenadresse lautet: Úri utca 64-66, 1014 Budapest I.
Zu dem am Westufer der Donau gelegenen Außenministerium ist eine Fahrtzeit von einer knappen Viertelstunde erforderlich. Der Flughafen Budapest liegt 24 km östlich.
Das denkmalgeschützte Gebäude aus dem 15. Jahrhundert diente bereits von 1938 bis 1945 als Sitz der deutschen Gesandtschaft. Seit dem Jahr 2001 ist die deutsche Botschaft wieder in der Úri utca (deutsch Herrengasse) untergebracht. Die Bundesrepublik Deutschland hatte zunächst ein Gebäude in der Nógrádi utca 8 genutzt.
Die DDR war zunächst in das Gebäude der ehemaligen preußischen Gesandtschaft in der Stefánia út 101 eingezogen. Der Architekt Heinz Graffunder konnte im Jahr 1968 in Budapest den ersten Botschaftsneubau der DDR realisieren. Zur künstlerischen Ausstattung des neuen Botschaftsgebäudes gehörte u. a. ein großer von Dieter Gantz entworfener Gobelin mit Motiven zu Dramen Bertolt Brechts im Festsaal.
Nach dem Beitritt der DDR zur Bundesrepublik Deutschland im Jahr 1990 wurde zunächst bis 2001 die Kanzlei der DDR als deutsche Vertretung genutzt.

## Auftrag und Organisation
Die Deutsche Botschaft Budapest hat den Auftrag, die deutsch-ungarischen Beziehungen zu pflegen, die deutschen Interessen gegenüber der Regierung von Ungarn zu vertreten und die Bundesregierung über Entwicklungen in Ungarn zu unterrichten.
Die Botschaft gliedert sich in die Referate für Politik, Wirtschaft sowie Kultur und Bildung. Es besteht ein Militärattachéstab, der vom Verteidigungsattaché im Rang eines Oberstleutnant geleitet wird.
Das Referat für Rechts- und Konsularaufgaben der Botschaft bietet deutschen Staatsangehörigen alle konsularischen Dienstleistungen und Hilfe in Notfällen an. Es besteht ein telefonischer Rufbereitschaftsdienst täglich bis Mitternacht. Der konsularische Amtsbezirk der Botschaft umfasst ganz Ungarn. Die Visastelle erteilt Langzeit-Visa (> 90 Tage) für in Ungarn ansässige Staatsangehörige dritter Länder.
Eine Honorarkonsulin der Bundesrepublik Deutschland ist in Pécs (Fünfkirchen) bestellt und ansässig.

## Geschichte

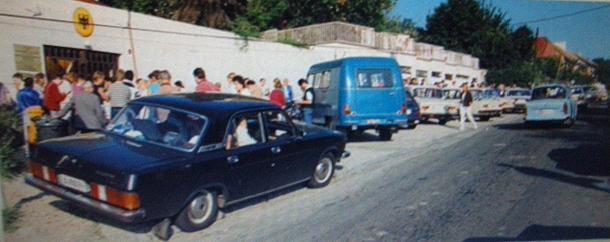
DDR-Flüchtlinge vor der Botschaft der Bundesrepublik Deutschland in Budapest, 8 Nógrádi utca (Juli 1989)

Die Bundesrepublik Deutschland richtete am 15. Juli 1964 in der ungarischen Hauptstadt eine Handelsvertretung ein. Sie wurde die am 21. Dezember 1973 in eine Botschaft umgewandelt.
Die DDR und die damalige Volksrepublik Ungarn (damals beide im Ostblock) nahmen am 19. Oktober 1949 diplomatische Beziehungen auf. Die Botschaft wurde mit der Wiedervereinigung (Beitritt der DDR-Länder zur Bundesrepublik Deutschland) geschlossen.
Das Deutsche Reich hatte von der Reichsgründung 1871 ein Generalkonsulat in Budapest unterhalten. Es wurde am 9. Oktober 1921 in eine Gesandtschaft umgewandelt. Diese bestand bis zum Ende des Zweiten Weltkriegs.
Die Deutsche Botschaft Budapest erhielt viel mediale Aufmerksamkeit, als im Sommer 1989 tausende Flüchtlinge aus der DDR dort Zuflucht suchten. Die damalige Bundesregierung (Kabinett Kohl II) und Außenminister Hans-Dietrich Genscher erwirkten ihre Ausreise in die Bundesrepublik Deutschland.